# Hardcore Will Never Die, But You Will
Hardcore Will Never Die, But You Will. —en español: El Hardcore nunca morirá, pero tú sí.— es el séptimo álbum de estudio de la banda escocesa de post-rock Mogwai; lanzado el 14 de febrero de 2011 en Europa bajo el sello Rock Action Records, y el 15 de febrero en los Estados Unidos a través de la discográfica Sub Pop.

## Listado de canciones
Todas las canciones escritas y compuestas por Mogwai. 
| Edición estándar |                                      |          |  |
| N.º              | Título                               | Duración |  |
| 1.               | «White Noise»                        | 5:04     |  |
| 2.               | «Mexican Grand Prix»                 | 5:18     |  |
| 3.               | «Rano Pano»                          | 5:15     |  |
| 4.               | «Death Rays»                         | 6:01     |  |
| 5.               | «San Pedro»                          | 3:27     |  |
| 6.               | «Letters to the Metro»               | 4:41     |  |
| 7.               | «George Square Thatcher Death Party» | 4:00     |  |
| 8.               | «How to Be a Werewolf»               | 6:23     |  |
| 9.               | «Too Raging to Cheers»               | 4:30     |  |
| 10.              | «You're Lionel Richie»               | 8:29     |  |

| Pistas adicionales |                   |          |  |
| N.º                | Título            | Duración |  |
| 11.                | «Slight Domestic» | 5:35     |  |

| Edición limitada |                                                       |          |  |
| N.º              | Título                                                | Duración |  |
| 11.              | «Music for a Forgotten Future (The Singing Mountain)» | 23:23    |  |

## Recepción crítica
Hardcore Will Never Die, But You Will. ha recibido críticas positivas desde su lanzamiento. En el sitio web Metacritic, el álbum posee un puntaje promedio de 77 sobre 100, indicándolo como «generalmente favorable», basado en 34 críticas.

## Personal y créditos
Mogwai
- Dominic Aitchison – bajo eléctrico
- Stuart Braithwaite – guitarra
- Martin Bulloch – batería
- Barry Burns – guitarra y teclados
- John Cummings – guitarra

Músicos adicionales
- Luke Sutherland – guitarra, violín y voz[2]

Producción
- Paul Savage – producción